# Aston Fields
Aston Fields – wieś w Anglii, w hrabstwie Worcestershire, w dystrykcie Bromsgrove. Leży 19 km na północny wschód od miasta Worcester i 160 km na północny zachód od Londynu. Miejscowość liczy 591 mieszkańców.